# María Dolores de Cospedal
María Dolores Cospedal García (Madrid, 13 de dezembro de 1965) é uma advogada do Estado e política espanhola. Foi presidente do Partido Popular de Castela-Mancha de 2006 a 2018, secretária-geral do Partido Popular de 2008 a 2018, presidente da Junta de Comunidades de Castela-Mancha de 2011 a 2015, e ministra da Defesa do governo espanhol de 2016 a 2018.

## Biografia
Nascida em Madrid, mas criada em Albacete, ela foi a candidata do Partido Popular nas eleições de 2007 para a Presidência da Comunidade Autônoma de Castela-Mancha. Apesar do resultado das eleições conferirem ao partido rival uma maioria absoluta, o Partido Popular aumentaria em 41% seu desempenho e acrescentaria dois deputados regionais aos 18 que tinha naquele momento nas Cortes Regionais.
Posteriormente, nas eleições de 2011, Cospedal obteve 48,11% dos votos, levando o Partido Popular de Castela-Mancha a uma maioria absoluta no legislativo regional. Pela primeira vez na história da democracia espanhola, o PP conseguiu governar a Junta de Comunidades de Castela-Mancha. Nas eleições de 2015, foi mais uma vez o partido mais votado, com 37,49% dos votos, ficando um assento a menos do que o necessário para formar maioria absoluta. Apesar da vitória, um pacto entre o Partido Socialista (PSOE) e Podemos a retirou da presidência regional.
Em 3 de novembro de 2016, ela foi nomeada Ministra da Defesa pelo primeiro-ministro Mariano Rajoy, segundo a segunda mulher a ocupar este cargo. Ela permaneceu no cargo até 7 de junho de 2018, quando foi aprovada a moção de censura ao governo Rajoy, movida pelo PSOE. Foi substituida no cargo por Margarita Robles.
Em 7 de novembro de 2018, ela anunciou que iria deixar seu assento no Congresso dos Deputados e abandonar a política, retornando à sua profissão como advogada do Estado no Supremo Tribunal de Espanha.